# Rosenkälla, Österåkers kommun
Rosenkälla är en plats i Österåkers kommun i Stockholms län, vid gränsen till Vallentuna kommun. Vid Rosenkälla finns två golfklubbar, Ullna golfklubb och Rosenkälla golfklubb, samt en trafikplats, Trafikplats Rosenkälla, på E18 Norrtäljevägen där länsvägarna 265 och 276 ansluter.
Det var trafikplatsen vid Rosenkälla som lokalpartiet Planskilda korsningspartiet på 1970-talet ville ha ombyggd till planskild korsning.
År 2007 upprättades "Planprogram för Rosenkälla. Tanken är att bygga en handelsplats i anslutning till E18. En första detaljplan (Rosenkälla Öst, etapp 1) antogs 2014.